# Sam Clemmett
Sam Clemmett, né le 1er octobre 1993 à Brundall au Royaume-Uni, est un acteur britannique. 
Débutant dès 2013, il commence par de petits rôles dans des séries télévisées, avant de jouer le jeune Albus Severus Potter dans la pièce Harry Potter et l'Enfant maudit de Jack Thorne, et mise en scène de John Tiffany.

## Biographie
Clemett est né le 1er octobre 1993 à Brundall, près de Norwich, au Royaume-Uni. Il a fréquenté l'école Thorpe St Andrew. 
Il a commencé à jouer la comédie comme un passe-temps lorsqu'il était enfant, puis a participé à un stage intensif au National Youth Theatre à l'âge de 16 ans.
La première audition que Clemmett a passée était pour Lord of the Flies.
Puis en 2011, il fait ses débuts professionnels en tant que Bill dans la production de l'adaptation théâtrale de Nigel Williams au Regent's Park Open Air Theatre.
En 2013, il fait ses débuts à la télévision  avec des apparitions en tant qu'invité dans Foyle's War sur ITV et Doctors sur BBC One. 
Clemmett a ensuite joué Ernst dans Nivelli's War au MAC de Belfast.
Puis en 2014, il interprète Ian Trenting dans Accolade au St James Theatre de Londres. 
En 2015, il joue le rôle de Mark dans WINK au Theatre503 et de Tom dans la production de Wendy & Peter Pan de la Royal Shakespeare Company. Il est apparu dans un épisode de la série télévisée de la BBC The Musketeers.
En 2016, il a été annoncé que Clemmett jouerait dans la pièce Harry Potter et l'enfant maudit, interprétant le rôle d'Albus Severus Potter dans la production au Palace Theatre, à West End. 
En 2018, il a repris son rôle d'Albus Severus Potter dans la production de la même pièce au Lyric Theatre, à Broadway.
En 2021, Clemmett joue le rôle de Charlie MacDonald dans le film sur la Première Guerre mondiale The War Below. La même année, il apparait également dans le film policier Cherry. Il a interprété le jeune Brimsley dans le préquel de Netflix La Reine Charlotte : Un chapitre Bridgerton.

### Vie privée
En octobre 2022, Clemmett a épousé Danarose Lobue. 
Il est mécène de la MoCo Theatre Company au Norwich Theatre Royal.

## Théâtre
- 2016-2017 / 2018 : Harry Potter et l'Enfant maudit, mis en scène par John Tiffany : Albus Severus Potter

## Filmographie

### Cinéma

#### Longs métrages
- 2015 : Survivor de James McTeigue : un adolescent au téléphone
- 2021 : Cherry d'Anthony et Joe Russo : Yuri

#### Courts métrages
- 2013 : Burn the clock : Jay
- 2015 : Ken Loach's Star Wars : un footballeur

### Télévision

#### Téléfilm
- 2015 : Murder Games: The Life and Death of Breck Bednar de Katharine English : Lewis

#### Séries télévisées
- 2013 : Foyle's War : Jack Shaw (1 épisode)
- 2013 : Doctors : Olly Whitehall (1 épisode)
- 2014 : Holby City : Ray Simmons (1 épisode)
- 2014 : Nous, les hommes de 14-18 (Our World Ware) : Bill Fonlkes (1 épisode)
- 2016 : The Musketeers : Luc (saison 3, épisode 1)
- 2023 :  La Reine Charlotte : Un chapitre Bridgerton : Brimsley (le majordome de la jeune reine)

### Récapitulatifs des apparitions de Clemett par année
| Année | Film                                             | Rôle                           | Notes                              |
| ----- | ------------------------------------------------ | ------------------------------ | ---------------------------------- |
| 2013  | Foyle's War                                      | Jacques Show                   | Episode: « The Eternity Ring »     |
| 2013  | Doctors                                          | Olly Whitehall                 | Episode: « Where the Buck Stops »  |
| 2013  | Burn the Clock                                   | Jay                            | Court métrage                      |
| 2014  | Our World War                                    | Bill Foulkes                   | Episode interactif : « High Wood » |
| 2014  | Holby City                                       | Tay Simons                     | Episode « Prince Among Men »       |
| 2015  | Murder Games: The Life and Death of Breck Bednar | Lewis                          | Documentaire télévisé              |
| 2015  | Survivor                                         | L'adolescent avec un téléphone |                                    |
| 2015  | Ken Loach's Star Wars                            | Un footballeur                 |                                    |
| 2016  | The Musketeers                                   | Luc                            | Episode: « Spoils of War »         |
| 2018  | Endeavour                                        | Rackaway                       | Episode: « Icarus »                |
| 2021  | Cherry                                           | Yuri                           |                                    |
| 2021  | The War Below                                    | Charlie                        |                                    |
| 2023  | Queen Charlotte: A Bridgerton Story              | Brimsley                       |                                    |